# T99
T99 (auch T.99, T-99) ist ein belgisches Musikprojekt der Produzenten Patrick DeMeyer, Oliver Abbeloos und Phil Wilde. Es wurde Ende der 1980er und Anfang der 1990er Jahre vor allem mit den Titeln Anasthasia und Nocturne bekannt. T99 vereinte unter dem Genre der Elektronischen Musik die Stilarten von Breakbeat, New Beat, Techno, House, Rave und Downtempo.

## Hintergrund
T99 wurde Ende der 1980er Jahre als Turbo 99 allein von Patrick DeMeyer gegründet, als er drei Solostücke veröffentlichte. Als DeMeyer von Olivier Abbeloos hörte, der an einem Titel namens Anasthasia arbeitete, bot er ihm an, das Stück gemeinsam mit ihm zu produzieren. Sie veröffentlichten es 1991, von da an arbeiteten beide gemeinsam als T99 an dem Album Children Of Chaos, welches 1992 erschien.
Für einzelne Stücke arbeiteten sie mit weiteren Produzenten und Musikern zusammen.

## Mitglieder
Oliver Abbeloos (* 18. Januar 1969 in Aalst) ist der Produzent des erfolgreichsten Titels von T99 und war an vielen weiteren Musikgruppen und -projekten beteiligt (u. a. L&O).
Patrick DeMeyer ist unter anderem Produzent von Technotronic, Phil Wilde ist auch an dem bekannten Musikprojekt 2 Unlimited beteiligt.
Der Produzent Serge Ramaekers (später u. a. auch von Freddie Mercury) wird ebenfalls als Produzent des T99-Titels Too Nice to Be Real (1989) angeführt.
Perla Den Boer wird als Beteiligte am Song Nocturne erwähnt
Die Stimme auf den Tracks von T99s Children of Chaos stammt von Zénon Zevenbergen.

## Erfolge
Nocturne kletterte 1992 in den Billboard Dance Charts in den USA auf Platz 5.
Größeren Erfolg hatten die Produzenten mit ihren beiden bekanntesten Titel vor allem in den Niederlanden und Belgien, wo Anasthasia jeweils in den Top 10 landete.

## Diskografie
Neben dem Album "Children Of Chaos" wurde im Jahre 2000 ein Best-of-Album mit dem Titel Complete Works - The Best of T99 veröffentlicht.

### Alben
- Children of Chaos (Pias/Sony, 1992)[12]
- Too Nice to Be Real[13]
- Invisible Sensuality
- Slidy
- Arjuna
- Maximizor
- The Rhythm of the Groove (Ars)
- Anasthasia 1996 (Avex Japan)
- Taj Namahaal (Pias / Sony)